# Пиклоксидин
Пиклоксидин (торговое название Витабакт) － бисбигуанидный антисептик, используемый в глазных каплях. По своей структуре он схож с хлоргексидином. Действующее вещество — пиклоксидина гидрохлорид (N1,N4-бис[[(4-хлорфенил)амино]иминометил]-1,4-пиперазиндикарбоксимидамид дигидрохлорид). Производится в виде 0,05 % раствора. Имеет широкий спектр обеззараживающего действия и активен в отношении большинства грамположительных и грамотрицательных бактерий, хламидий, а также некоторых вирусов и грибков. Среди возбудителей болезней, против которых применяется Пиклоксидин: Bacillus subtilis, Chlamydia trachomatis, Eberthella typhosa, Escherichia coli, Klebsiella pneumoniae, Proteus vulgaris, Shigella dysenteriae, Streptococcus faecalis.
Используется в комплексном лечении хронических конъюнктивитов, блефаритов, бактериальных кератитов, при лечении вторичной бактериальной инфекции при аллергических, аденовирусных герпесвирусных болезнях. Имеет хорошую толерантность вследствие чего используется в детской практике, в том числе в профилактики и лечении конъюнктивитов новорожденных.